# Эрджиес (горнолыжный курорт)
Эрджиес (тур. Erciyes Kayak Merkezi) — горнолыжный курорт в центре Турции в провинции Кайсери. Расположен на горе Эрджиес на высоте 3 917 метров над уровнем моря.

## Характеристики
Разница высот — 2 200 — 3 300 м

Протяжённость трасс — 55 км

Количество подъёмников — 18

Высота снежного покрова — 150—200 см

60 % площади курорта — искусственное заснеживание. Используются 154 снежные пушки.
Трассы делятся на 3 типа по уровню сложности.